# اوکهام
longitudeاوکهامlatitudeاوکهام
اوکهام (به انگلیسی: Oakham) یک منطقهٔ مسکونی در انگلستان است که در میدلند شرقی واقع شده‌است.

## نگارخانه

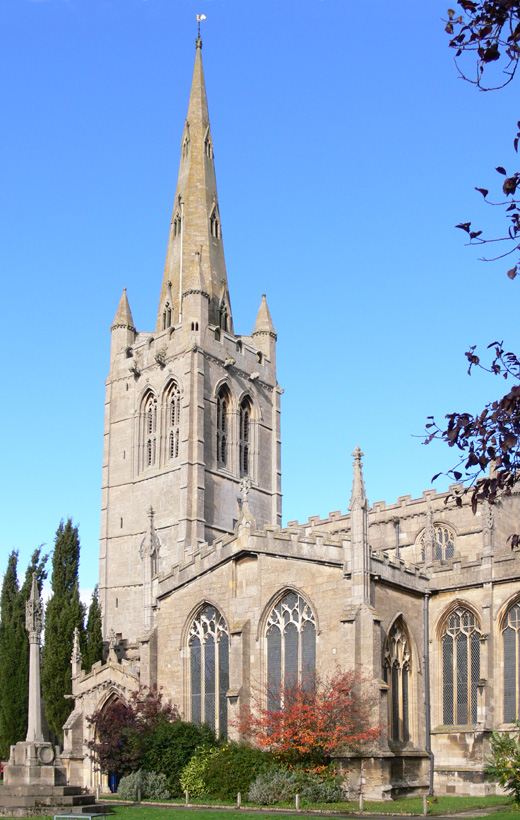
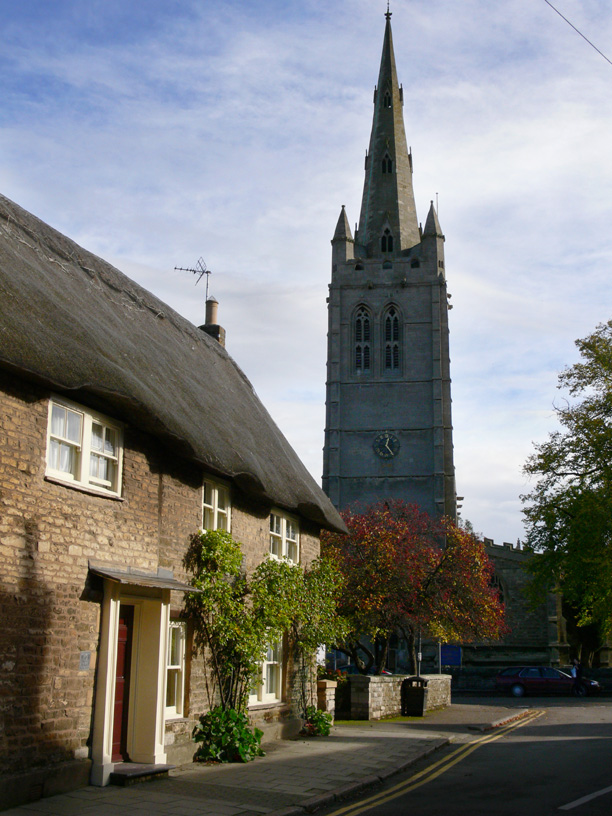
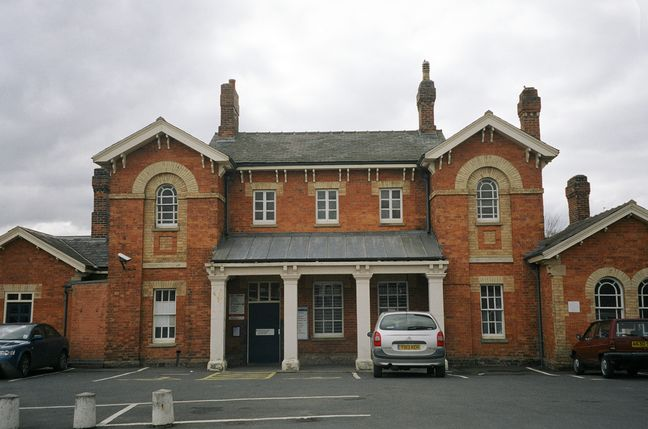
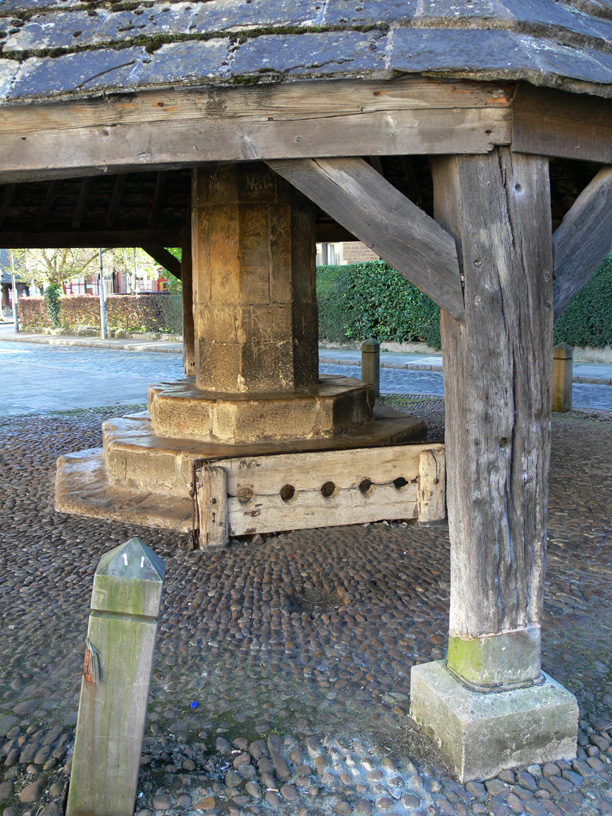
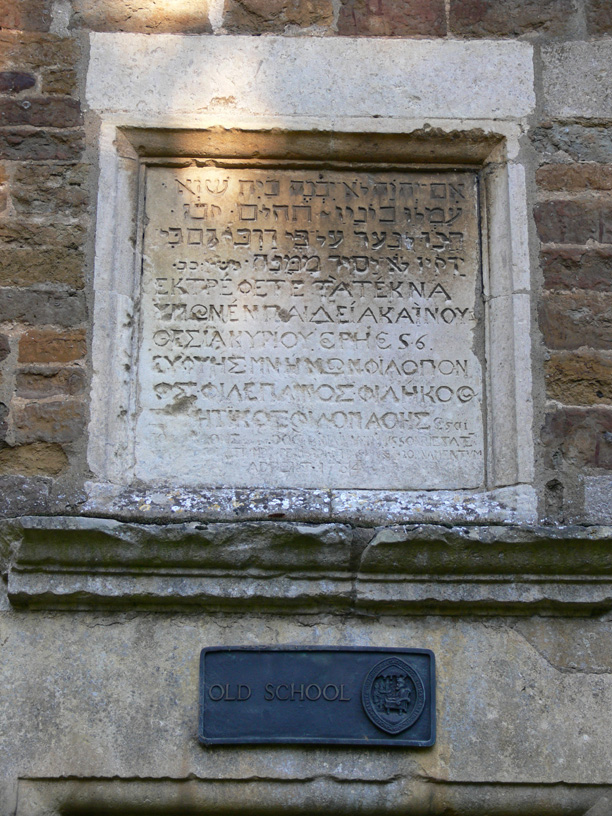
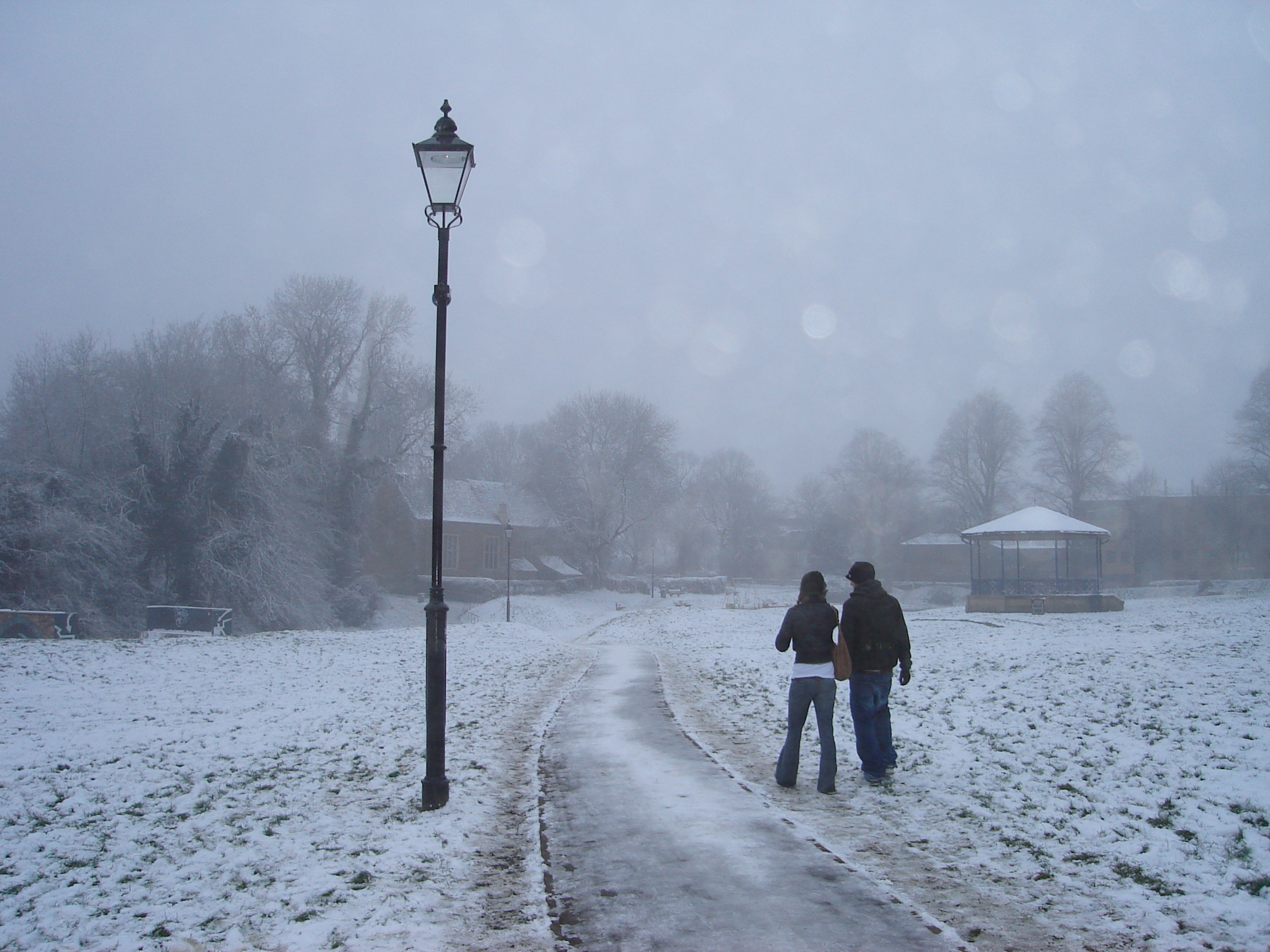
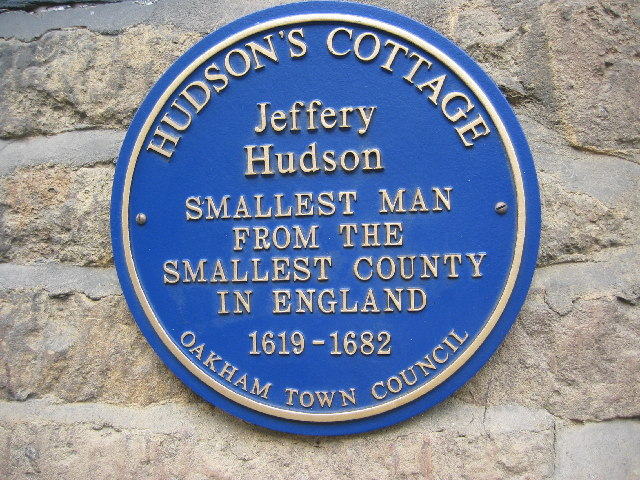
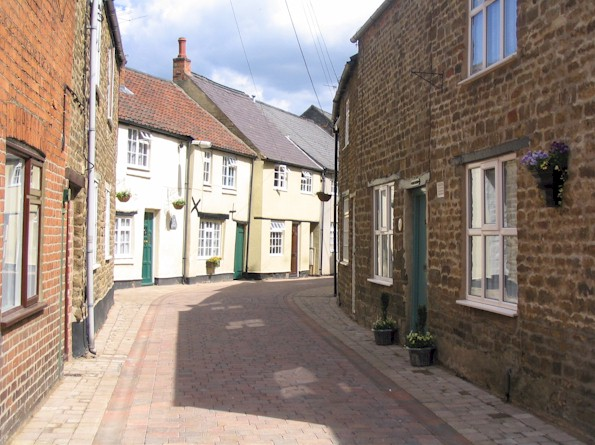

## خصوصیات
اوکهام ۹٬۹۷۵ نفر جمعیت دارد.